# Mark Wahlberg
Mark Robert Michael Wahlberg (Boston, Massachusetts, 5. lipnja, 1971.), američki glumac i bivši glazbenik, nominiran za Oscara i osvajač nagrade BAFTA.
Rodio se u bostonskoj četvrti Dorchesteru, kao najmlađi od devetero djece. Majka je bila bankovna činovnica, a otac je radio kao dostavljač.
U sebi ima švedske, irske i krvi francuskih Kanađana.
Poznat je po impresivnom tijelu, osobito mišićima.
Prvotno je bio glazbenik i član grupe The Funky Bunch, ali je kasnije nastavio samostalnu karijeru. Glazbom se bavio od 1991. do 1997. godine. Bio je predgrupa sastavu NKOTB na njihovoj posljednjoj turneji.
Glumi od 1993. godine, a do sada je ostvario niz zapaženih uloga. Ipak, najpoznatiji je kao Dirk Diggler u filmu Boogie Nights.
Oženjen je, ima dvoje djece.
Prakticirajući je katolik.
Razmatran je za ulogu u filmu "Planina Brokeback", ali ipak nije dobio ulogu. Također je trebao utjeloviti Linusa Caldwella, ali je ulogu odigrao Matt Damon.

## Filmografija
- Instantna obitelj (2018.) kao Pete

## Zanimljivosti
- Wahlberg je ljevak.